# Pierre Pelegri
Pour les articles homonymes, voir Pelegri.

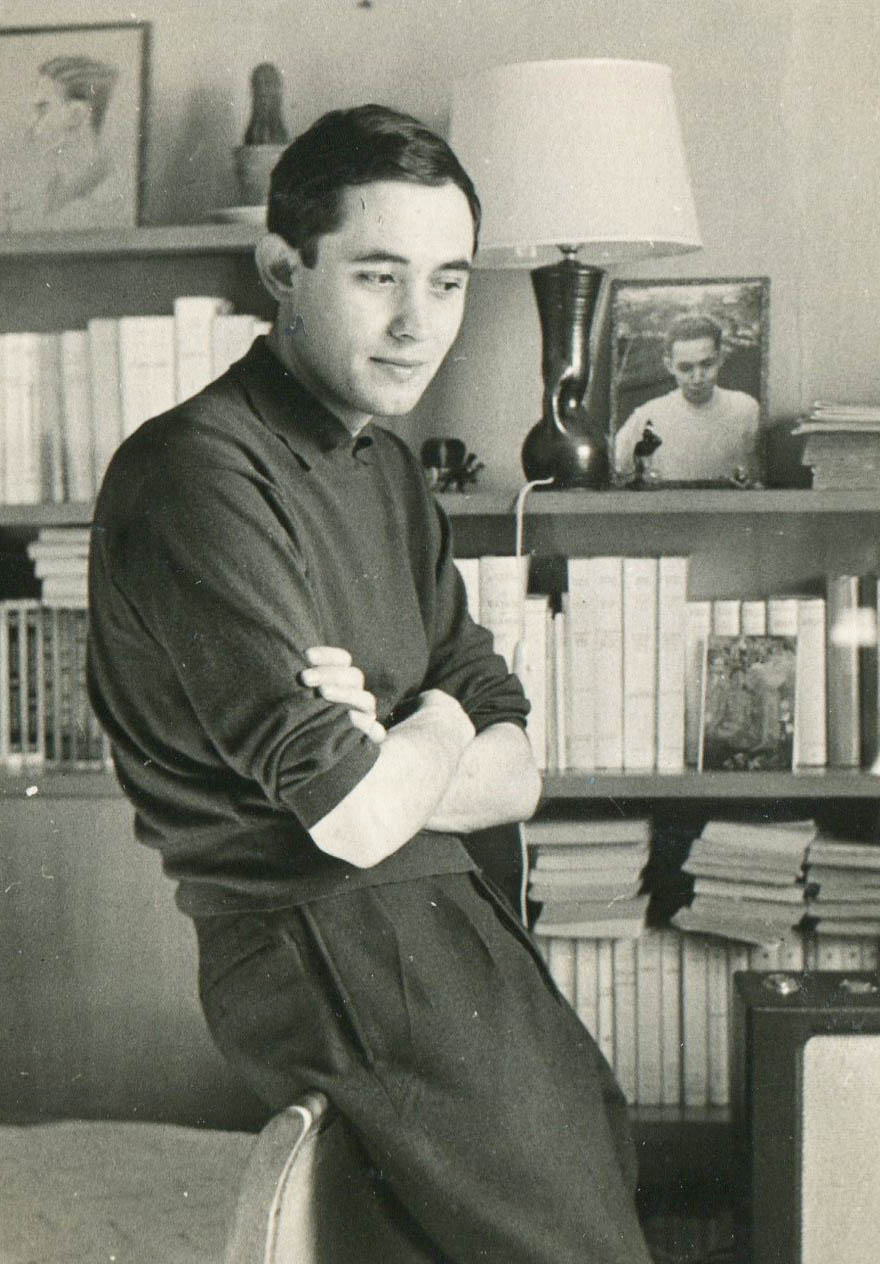

Pierre Pelegri est un scénariste français, né le 5 mars 1931 à Nogent-sur-Marne (Val-de-Marne) et mort à Barbâtre (Vendée) le 9 septembre 1980.

## Filmographie
Scénariste (sauf mention contraire)
- 1955 : L'Affaire des poisons d'Henri Decoin (uniquement assistant réalisateur)
- 1960 : La Française et l'Amour : L'Enfance : d'Henri Decoin (uniquement assistant réalisateur)
- 1961 : La Fille aux yeux d'or de Jean-Gabriel Albicocco
- 1961 : Les Petits Matins de Jacqueline Audry
- 1963 : Les Vacances de Poly de Claude Boissol (feuilleton télévisé) (uniquement assistant réalisateur)
- 1964 : Les Fusils (Os Fuzis) de Ruy Guerra
- 1966-1969 : Les Globe-trotters, série de Claude Boissol et Jacques Pinoteau
- 1967 : Les Aventuriers de Robert Enrico
- 1968 : Ce sacré grand-père de Jacques Poitrenaud (uniquement assistant réalisateur)
- 1968 : Tante Zita de Robert Enrico
- 1968 : L'Écume des jours de Charles Belmont
- 1968 : Ho ! de Robert Enrico
- 1969 : Le Clan des Siciliens d'Henri Verneuil
- 1970 : Le Cœur fou de Jean-Gabriel Albicocco
- 1970 : Mont-Dragon de Jean Valère
- 1971 : Faire l'amour : De la pilule à l'ordinateur, film à sketches
- 1971 : Un peu, beaucoup, passionnément... de Robert Enrico
- 1971 : Boulevard du rhum de Robert Enrico
- 1972 : Les Caïds de Robert Enrico
- 1976 : Le Grand Fanfaron de Philippe Clair
- 1978 : Le Temps des as de Claude Boissol
- 1978 : L'Amant de poche de Bernard Queysanne
- 1980 : Deux affreux sur le sable de Nicolas Gessner
- 1981 : Au bon beurre (TV) d'Édouard Molinaro
- 1982 : L'Adieu aux as de Jean-Pierre Decourt